# Abbenbroek
Abbenbroek – holenderska wieś w gminie Nissewaard, w prowincji Holandia Południowa, położona pomiędzy miastami Spijkenisse i Heenvliet. W 2001 roku wieś liczyła 971 mieszkańców. Do 1980 roku istniała osobna gmina z siedzibą w Abbenroek, jednak ją zlikwidowano, a wieś dołączono do obecnie już nieistniejącej gminy Bernisse, a od stycznia 2015 roku do gminy Nissewaard.